# Audrey Sedano
Audrey Sedano (née le 25 février 1988) est une illustratrice, dessinatrice de bande dessinée et éditrice française.

## Biographie
Née à Toulon en 1988, Audrey Sedano suit une formation en informatique à l’Université de Toulon, avant d’intégrer l’École Polytechnique en bio-informatique. Elle obtient en 2013 le titre de docteur de bio-informatique,. Jusqu’en 2008, elle étudie le violon et le chant lyrique dans les Conservatoires Régionaux de Toulon et de Marseille. Elle sera ensuite, pendant plus de 15 ans, soliste mezzo-soprano du Chœur de l’École Polytechnique. 
En 2017, Audrey Sedano fonde la maison d’édition associative Les Editions du Petit Saturnin à Angoulême, au sein du Pôle Image Magelis, et publie sa première bande dessinée sonorisée Luis et Titi à la découverte de la musique qui deviendra par la suite une série jeunesse de BD. Elle développe alors son style : la bande dessinée sonorisée où jeu d’acteurs, bruitages, et musiques sont agencés tels la bande son d’un film d’animation.
Elle signe une première série d’estampes en sérigraphie autour du patrimoine de la ville d’Angoulême. C'est la révélation : le patrimoine devient une passion. Elle débute alors, avec son conjoint, la série de bandes dessinées sonorisées Saint Sat’ afin de promouvoir le patrimoine français de manière ludique et originale,, Son bagage scientifique la rattrape et, grâce à la réalité augmentée, elle enrichit son travail d'éléments historiques et iconographiques.
En 2020, Audrey Sedano est invitée pour une exposition carte blanche au Musée du papier d'Angoulême où elle exposera pendant un an,,. L’exposition Angoulême Augmentée est accompagnée de la publication du tome 2 des aventures du canard-chevalier Saint Sat’ et les trésors d’Angoulême. Elle signe la même année, le mapping vidéo sur la façade de l’Hôtel de ville d’Angoulême.
En 2021, elle publie son premier roman graphique adulte Chromatographie de mon héritage, le cosignant en famille, tel un témoignage de son questionnement entre les sciences et l’art,. En parallèle de ses publications de bande dessinée, elle réalise des illustrations ou des expositions complètes au service du patrimoine : Musée de la Toile de Jouy,, Musée des savoir-faire de cognac, Musée d'Art et d'Histoire de Cognac,  Cité internationale de la bande dessinée et de l'image, DRAC,,.
Elle dirige la galerie d’art Showroom57 à Angoulême depuis 2021,. Elle signe également entre 2021 et 2023 les affiches et l’identité graphique du Festival du film francophone d'Angoulême,,,.

## Publications

### Bandes dessinées
- Luis et Titi à la découverte de la musique, Editions du Petit Saturnin, 2017  (ISBN 978-2-9557967-4-0)[27]
- Saint Sat’ un pas si vilain petit canard, co-scénarisé avec J. Pelzer, Editions du Petit Saturnin, 2018  (ISBN 978-2-492356-00-1)
- Luis et Titi à la découverte de l’art, co-scénarisé avec S. Bonsom, Editions du Petit Saturnin, 2019  (ISBN 978-2-9557967-3-3)[28]
- Saint Sat’ et les trésors d’Angoulême, co-scénarisé avec J. Pelzer, Editions du Petit Saturnin, 2020  (ISBN 978-2-9557967-5-7)
- Chromatographie de mon héritage, co-scénarisé avec S. Bonsom et J. Servigne, Editions du Petit Saturnin, 2021  (ISBN 978-2-9557967-9-5)[29]

- Saint Sat’ et la part des anges, co-scénarisé avec J. Pelzer, Editions du Petit Saturnin, 2024  (ISBN 978-2-492356-02-5)

### Autres
- Cathédrale de Poitiers - Livret jeux, Éditions du Petit Saturnin & DRAC Nouvelle-Aquitaine, 2018  (ISBN 978-2-9557967-7-1)
- Noisette - Les recettes d’Émilie, Éditions du Petit Saturnin, 2020  (ISBN 978-2-492356-01-8)[30],[31]
- Angoulême Augmentée, Éditions du Petit Saturnin, 2020  (ISBN 978-2-9557967-8-8)[32]